# Ploaghe
Ploaghe (Piaghe in sardo, Piubagga in sassarese) è un comune italiano di 4 212 abitanti della città metropolitana di Sassari in Sardegna.

## Storia
Il territorio di Ploaghe è abitato dall'uomo sin dal periodo prenuragico e nuragico. Nell'area sono presenti numerosi nuraghi; presso quello di Truvine ci sono tracce dell'antico paese di Trabine.
In epoca romana esisteva, secondo una teoria ottocentesca basata sui falsi delle carte di Arborea, un antico centro di nome Plubium, fondato probabilmente già prima della dominazione cartaginese; questo centro sarebbe stato distrutto all'epoca dei Vandali, ma fu poi ricostruito col nome di Ploraka, per evolvere poi verso l'abitato attuale. La leggenda non è del tutto infondata, anche se la mitica Plubium non è all'origine dell'attuale abitato.
Nel medioevo il villaggio di Plouake fece parte del giudicato di Torres, inserito nella curatoria di Florinas. Dopo la caduta del giudicato (1259) la villa passò ai Malaspina e poi agli Aragonesi e, in seguito, al giudicato di Arborea; intorno al 1350 tornò quindi nuovamente agli Aragonesi, che la inglobarono definitivamente nel regno di Sardegna.

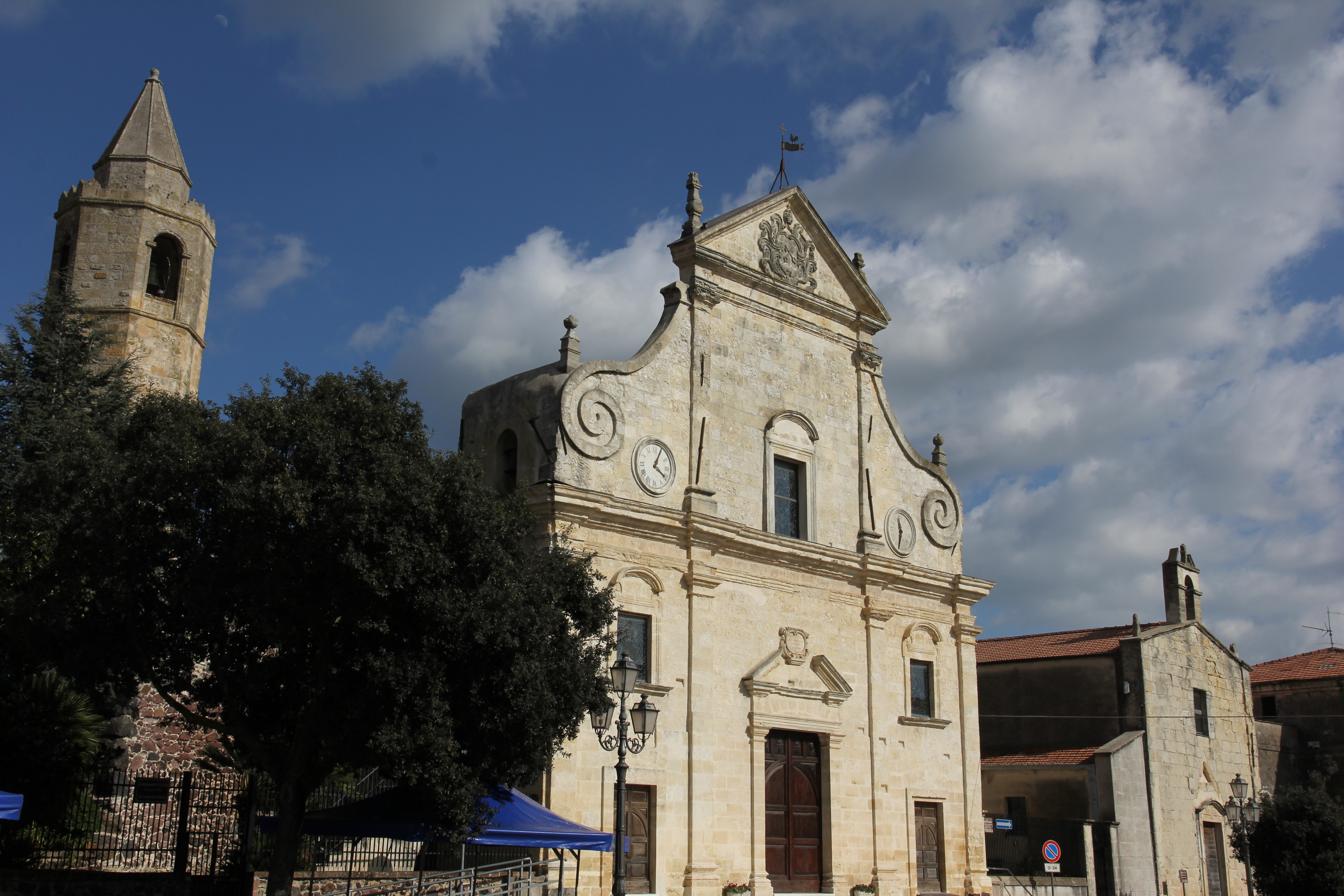
Chiesa di San Pietro e chiesa di Santa Croce

Sotto gli aragonesi insieme ad altre ville formò la baronia di Ploaghe, di cui fu primo barone Serafino di Montanyans; la baronia passò poi agli Aymerich, ai quali il paese fu riscattato nel 1839 con la soppressione del sistema feudale.
Il paese fu sede vescovile fino al 1503. Nel territorio sorgeva, nel medioevo, la abbazia di Salvennor, edificata da Mariano II di Torres ed appartenente all'ordine dei Vallombrosani.
Nel 1795 il paese partecipò ai moti contro i feudatari.

### Simboli
Lo stemma del comune di Ploaghe è stato concesso con decreto del presidente della Repubblica del 21 giugno 2010.
Il motto in latino si può tradurre "né gli eventi favorevoli elevano, né quelli avversi abbattono".
Il gonfalone municipale è un drappo troncato di azzurro e di giallo.

## Monumenti e luoghi d'interesse

### Architetture religiose
Il paese fu sede vescovile dall'XI secolo all'inizio del XVI secolo quando la diocesi fu soppressa e unita all'arcidiocesi di Sassari. Custodisce un grande complesso religioso presente nella piazza principale, piazza San Pietro, dove si trova l'oratorio del Rosario, il cimitero monumentale (unico in Sardegna per la presenza di lapidi funerarie scritte in logudorese), la chiesa di san Pietro antica cattedrale oggi sede di cattedra titolare (Diocesi di Ploaghe), la Casa del fanciullo, la chiesa di santa Croce e la casa parrocchiale.

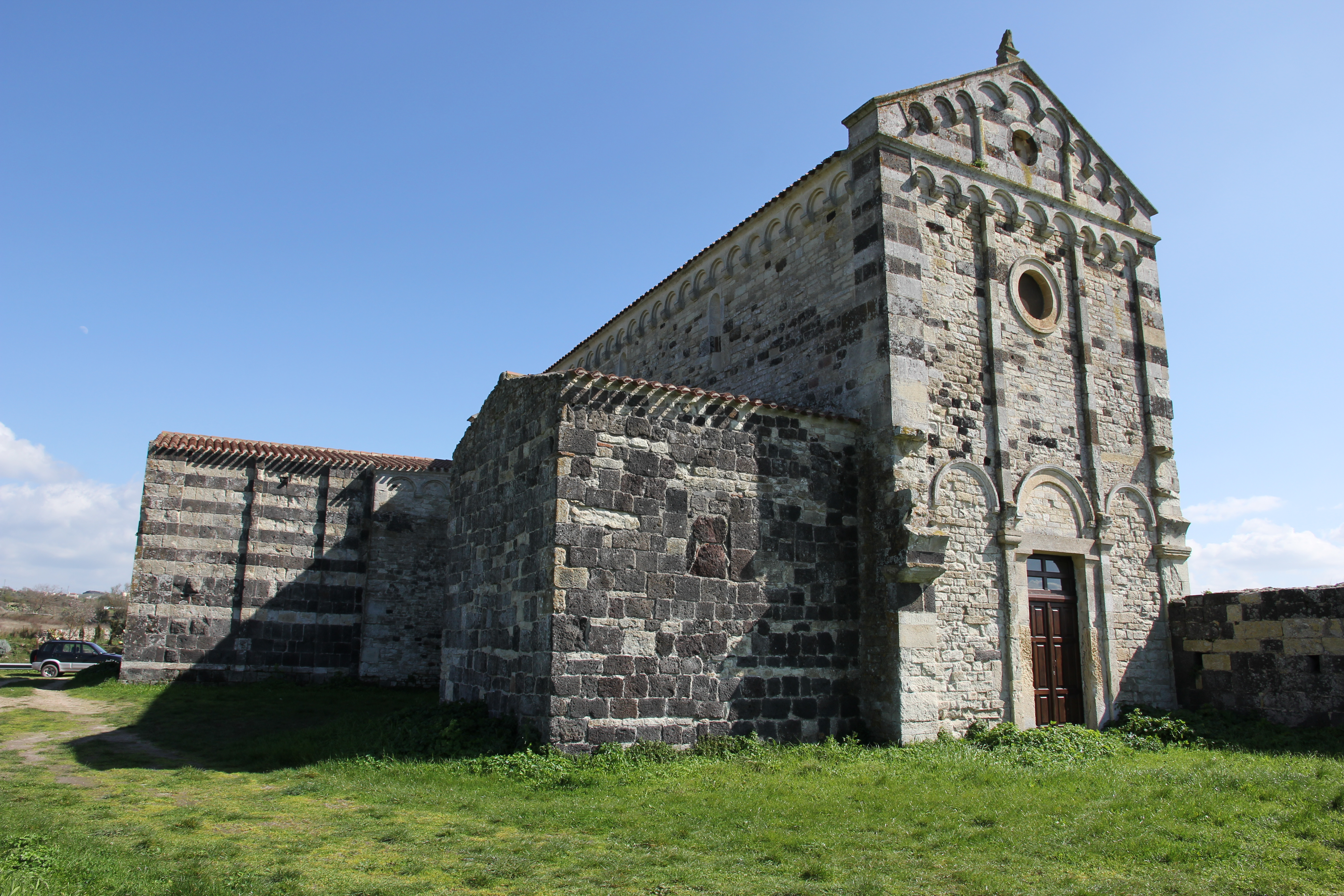
Chiesa di San Michele di Salvenero

Oltre a questo complesso, sono presenti nel paese altre chiese, tra cui quella di Cristo Re. Altre chiesette minori invece sono la chiesa di San Timoteo, la chiesa di Valverde, la chiesa del convento di Sant'Antonio da Padova. Importante è anche la chiesa di San Michele di Salvennor, del XII secolo, situata nel territorio ploaghese a circa due chilometri dal paese, e le vicine Sant'Antimo, allo stato di rudere.

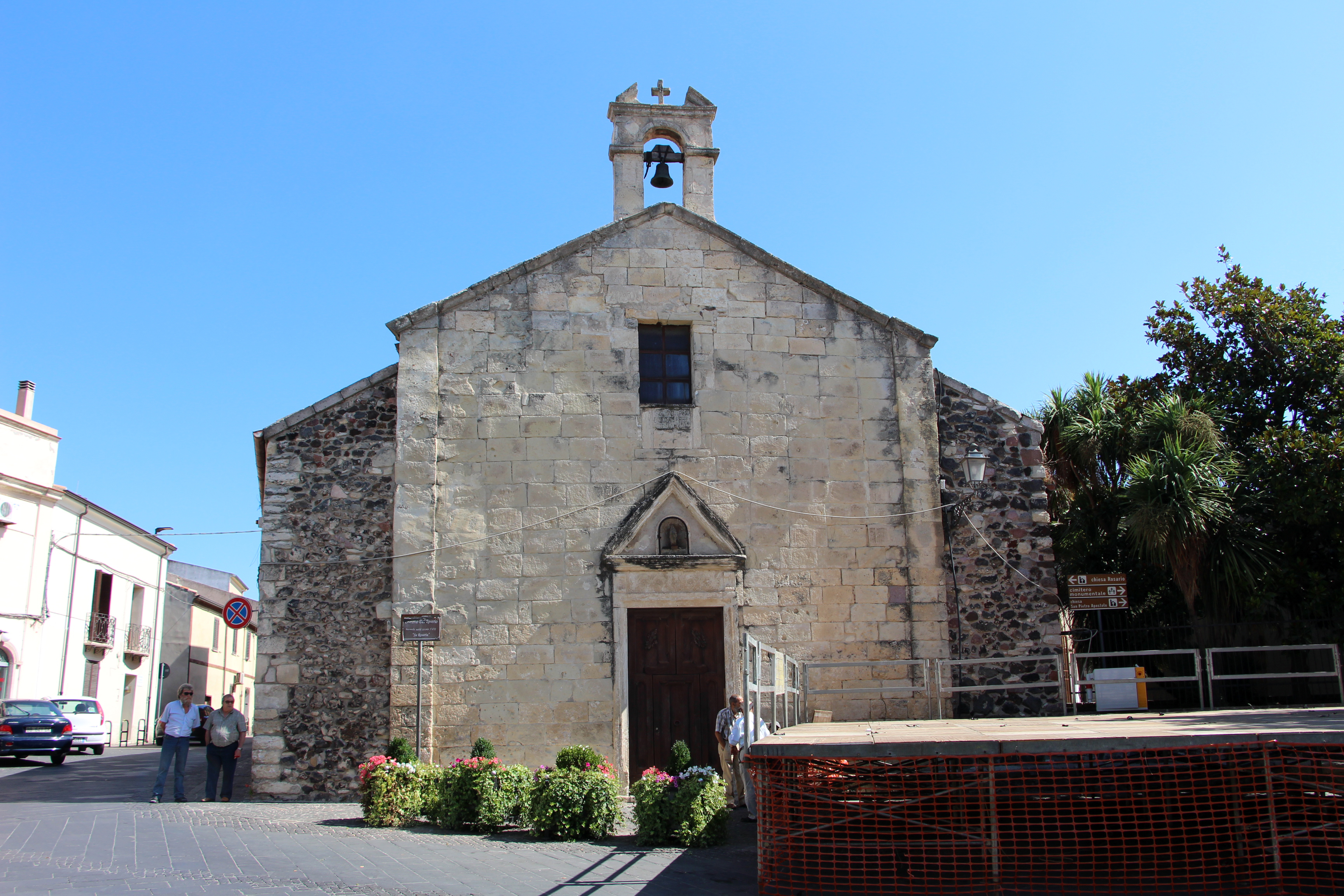
L'oratorio del Rosario, sede della Pinacoteca Giovanni Spano

La casa parrocchiale custodisce una delle più importanti raccolte pittoriche della Sardegna. Fu messa insieme dall'insigne canonico Giovanni Spano nel XIX secolo, raccogliendo dipinti e opere anche da altre collezioni private e chiese. Nella raccolta sono presenti dipinti dal XIV al XIX secolo, tra cui importanti sono quelli di Michele Cavaro, Francesco Pinna, Giovanni del Giglio, Maestro del Capitolo e Giovanni Marghinotti, oltre naturalmente a numerosi dipinti veneti, lombardi, genovesi, toscani, romani, fiamminghi e spagnoli.
- Chiesa di San Matteo

## Società

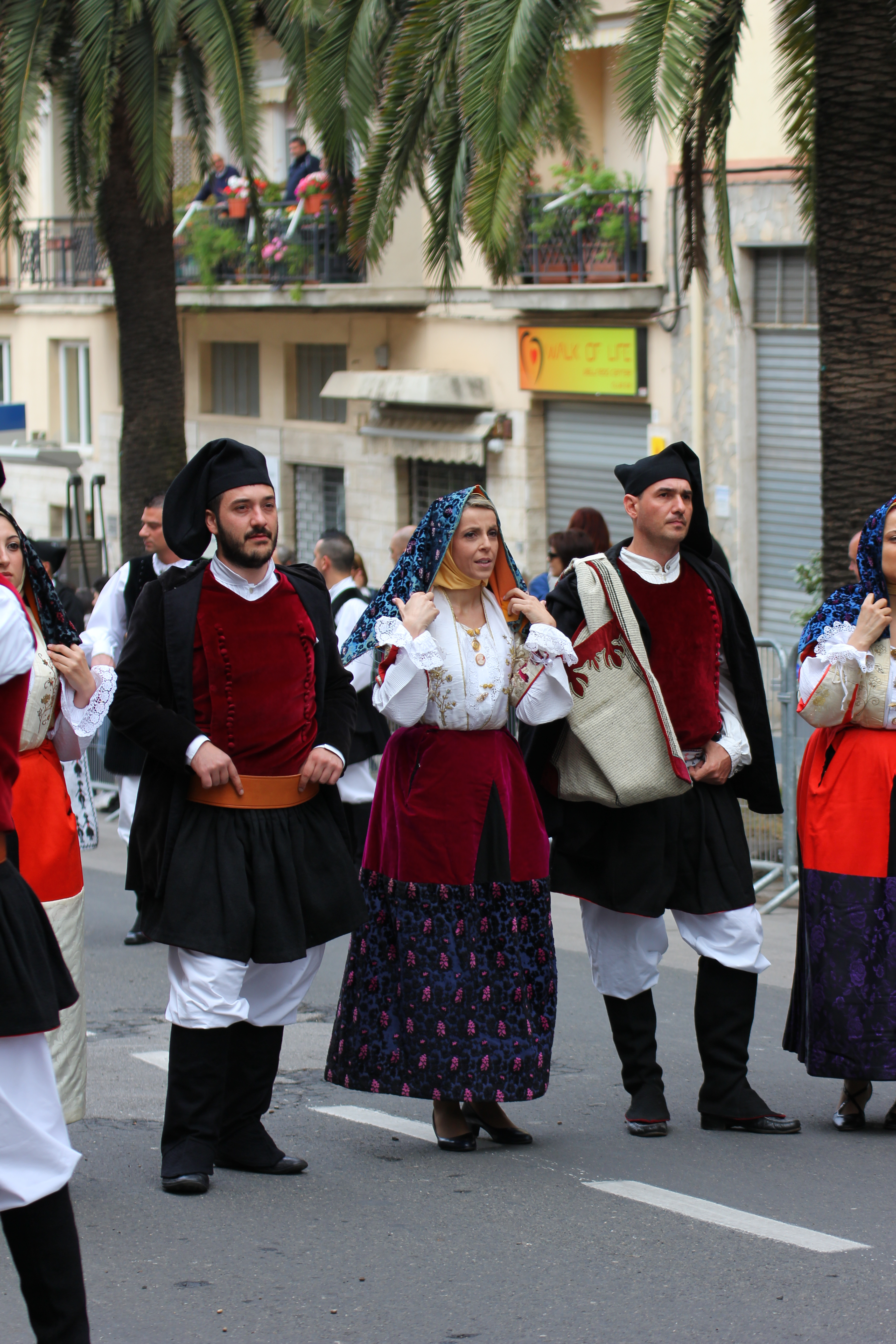
Costume tradizionale

### Evoluzione demografica
Abitanti censiti

### Etnie e minoranze straniere
Secondo i dati ISTAT al 31 dicembre 2009 la popolazione straniera residente era di 138 persone.
Le nazionalità maggiormente rappresentate in base alla loro percentuale sul totale della popolazione residente erano:
- Marocco 96 2,04%

### Lingue e dialetti
Il dialetto ploaghese qui parlato fa parte della variante logudorese settentrionale del sardo.  

## Economia

### Artigianato
Tra le attività più tradizionali e rinomate vi sono quelle artigianali, che si distinguono per l'arte della tessitura, finalizzata alla produzione di tappeti e di arazzi, realizzati utilizzando telai orizzontali e la tecnica "a punto".

## Infrastrutture e trasporti

### Collegamenti viari

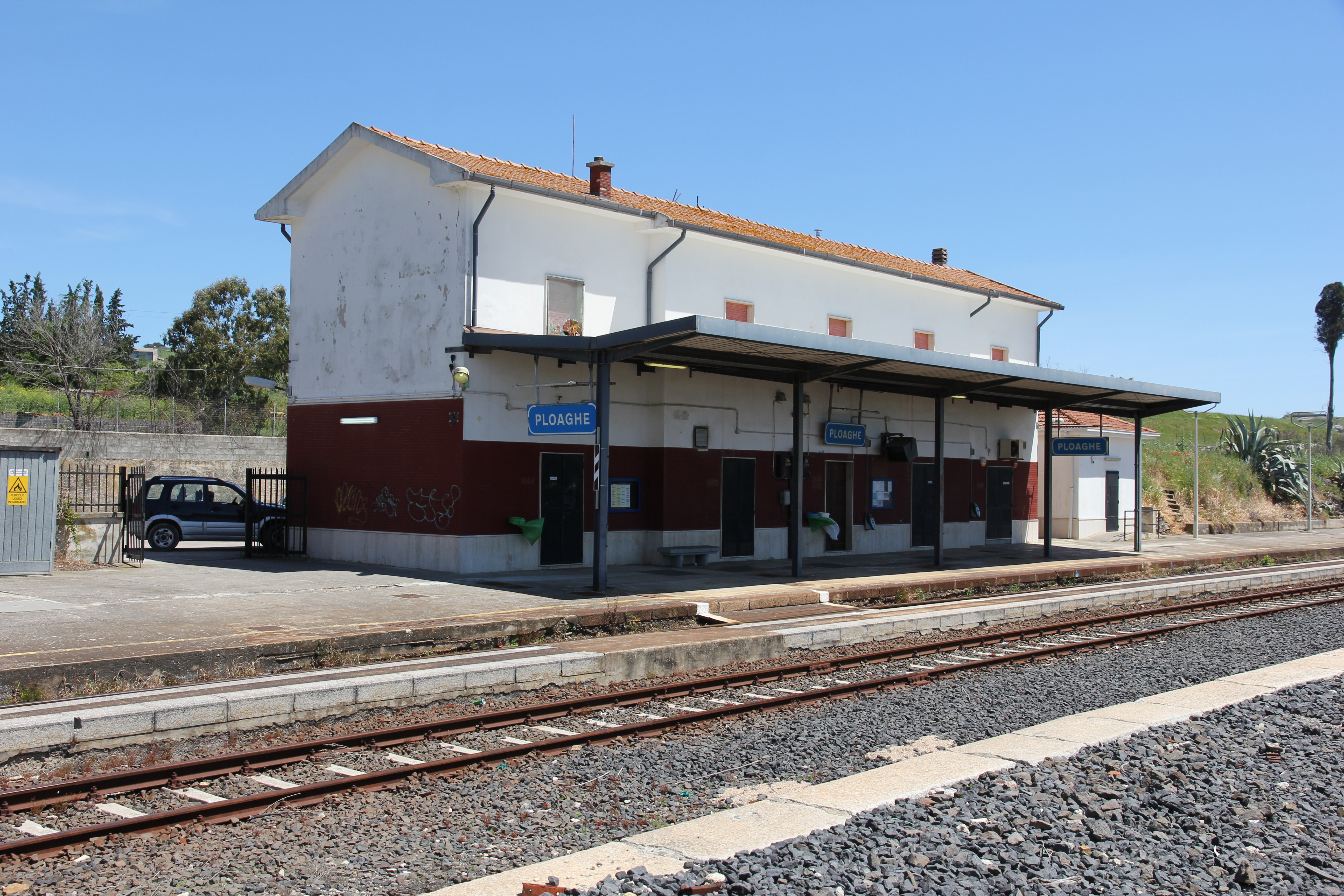
La stazione ferroviaria di Ploaghe

Ploaghe è facile da raggiungere sia per via stradale che per via ferrata. Dal punto di vista stradale si trovano diverse uscite dalla SS 131 per Ploaghe; da Ploaghe partono le strade per la direttissima Olbia-Sassari e Tempio Pausania-Sassari (sulla quale si trovano 2 uscite: uscita Ploaghe nord e uscita Ploaghe sud). Ploaghe è anche collegata tramite altre strade ai vari paesi intorno, come Osilo, Chiaramonti, Nulvi. È collegata a Sassari tramite i pullman regionali dell'ARST.

### Ferrovie
Per via ferrata è presente la stazione di Ploaghe, sulla Chilivani-Porto Torres, situata appena fuori dal paese a circa cinquecento metri, vicino alla zona industriale e servita dai convogli di Trenitalia. Nel territorio comunale è presente inoltre la fermata di Fenosu, posta sulla ferrovia Sassari-Tempio-Palau, in uso dal 2015 esclusivamente a fini turistici.

## Amministrazione

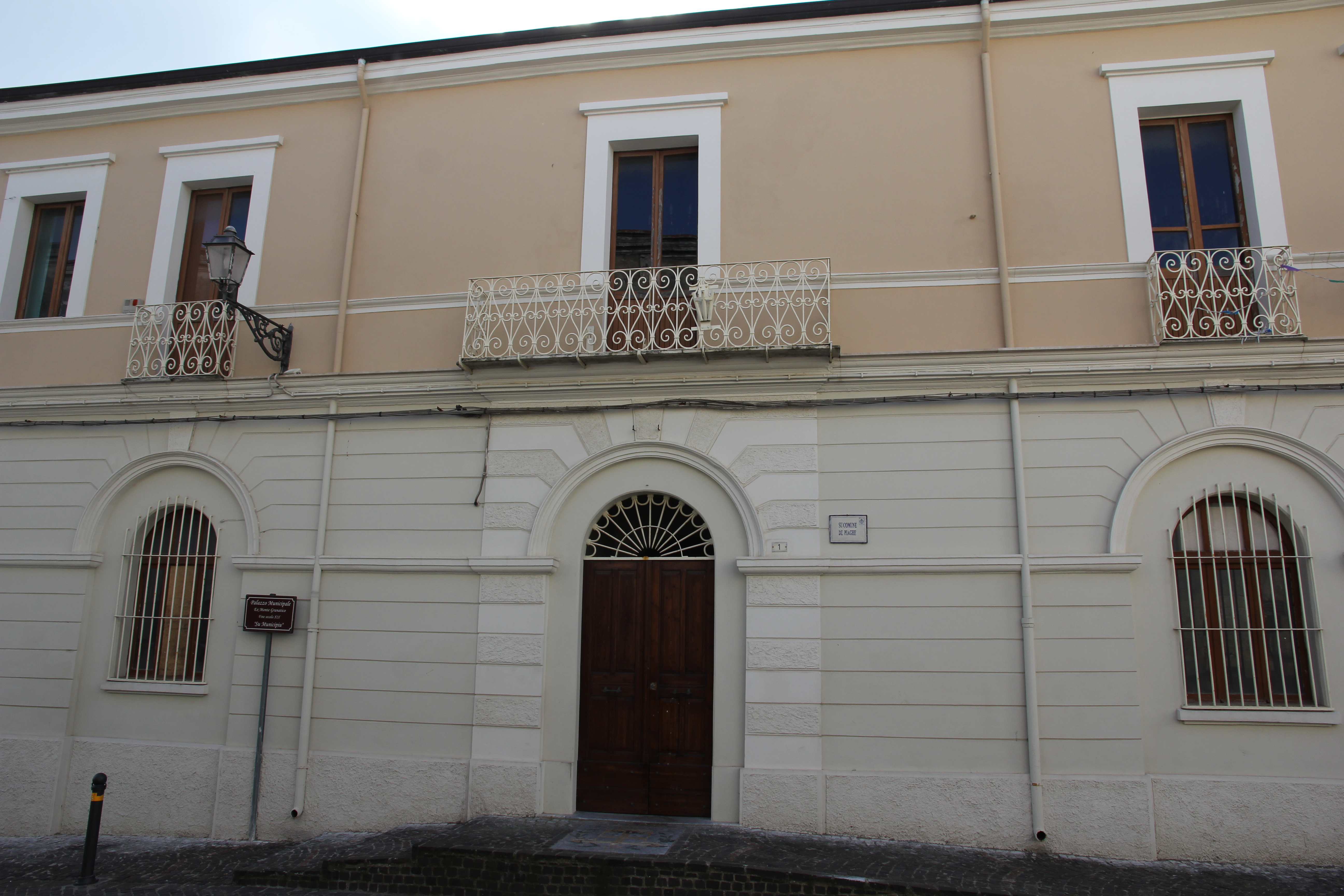
Municipio

| Periodo         | Periodo         | Primo cittadino                | Partito                            | Carica  | Note   |
| --------------- | --------------- | ------------------------------ | ---------------------------------- | ------- | ------ |
| 23 aprile 1995  | 16 aprile 2000  | Salvatore Cesaracciu           | centro                             | Sindaco | [ 7 ]  |
| 16 aprile 2000  | 8 maggio 2005   | Gavina Maria Masala In Montesu | lista civica                       | Sindaco | [ 8 ]  |
| 8 maggio 2005   | 30 maggio 2010  | Francesco Baule                | lista civica                       | Sindaco | [ 9 ]  |
| 30 maggio 2010  | 31 maggio 2015  | Francesco Baule                | lista civica "Insieme per Ploaghe" | Sindaco | [ 10 ] |
| 31 maggio 2015  | 26 ottobre 2020 | Carlo Sotgiu                   | lista civica "Obiettivo Ploaghe"   | Sindaco | [ 11 ] |
| 26 ottobre 2020 | in carica       | Carlo Sotgiu                   | lista civica "Obiettivo Ploaghe"   | Sindaco | [ 12 ] |